# Кокориха (Вологодская область)
Кокориха — деревня в Тарногском районе Вологодской области.
Входит в состав Тарногского сельского поселения (с 1 января 2006 года по 8 апреля 2009 года входила в Шебеньгское сельское поселение), с точки зрения административно-территориального деления — в Шебеньгский сельсовет.
Расстояние до районного центра Тарногского Городка по автодороге — 15 км. Ближайшие населённые пункты — Подволочная, Мальчевская, Тиуновская.
По переписи 2002 года население — 35 человек (14 мужчин, 21 женщина). Всё население — русские.